# De odödliga (roman)
De odödliga är en science-fiction roman från 2015 av den svenske författaren Lars Jakobson. Den handlar om en man, Mark Rufus, som på grund av strålning har fått evigt liv och en kropp som återbildas vid skador. Tillsammans med andra människor med samma förmåga utnyttjas han hänsynslöst långt in i en avlägsen framtid.
Romanen är delvis inspirerad av Jorge Luis Borges' novell "Den odödlige". Namnet på huvudpersonen i De odödliga anspelar på den romerske soldaten Marcus Flaminius Rufus i Borges' novell.

## Mottagande
Göteborgs-Postens Håkan Lindgren skrev:
Den som har läst Jakobson förut kommer att känna igen hans intresse för science fiction och för populärkulturens USA: en plats där fantasin kan börja växa. Man känner också igen hans förkärlek för en viss sorts berättartekniska grepp som är avsedda att påminna dig om att du läser en text, påminna om att texter görs av andra texter och påminna dig om att författaren inte har några naiva föreställningar om sitt litterära berättande. ... Jag tror att manér av det här slaget är det som kommer att ha åldrats mest i framtida läsares ögon.
Lindgren skrev om framtidsskildringen i bokens andra halva:
Samhället är nu ett matriarkat, men typiskt för Jakobsons pessimistiska livssyn är att inget har blivit bättre eller rättvisare. Deras teknologiska nivå är en blandning av öppen eld, läder och luftskepp som får mig att associera till Odd Nerdrums målningar. ... [Jakobson] leder inte sina läsare fram till någon idé eller någon sensmoral, men det är inget jag saknar. Behållningen är romanens tunga, övertygande, sorgsna grundstämning.
Maria Ehrenberg skrev i Kristianstadsbladet:
 Jakobson excellerar i gestaltningen av skitiga, sjabbiga rymdskepp, nergångna planeter, vedervärdiga civilisationer. Av tomhet och utsatthet. ... Detta är helt enkelt ännu en fascinerande, undflyende bok av Jakobsons hand. Inte odödlig kanske, men nästan.
På den kristna kultursidan Läsarna skrev litteraturvetaren och författarinnan Josefin Holmström:
[D]et var länge sedan en roman fyllde mig med sådan… ja, vad är det? Skräck? Iskyla? Förundran? Lars Jakobson har målat upp ett universum till synes utan Gud, en plats som bara fortgår och fortgår. ... Borges och Jakobsons odödlighet är en skuggbild eller inversion av Nya testamentets bild av den himmelska odödligheten, evigheten i Guds närvaro. På så vis blir de också illustrationer av helvetet, ett helvete som delvis är avsaknad av mening. ... De odödliga är antingen en mycket ateistisk eller mycket biblisk bok – det beror på läsaren. Det är hursomhelst en roman som borde läsas på teologihögskolor landet runt.